# Астрономічні інструменти

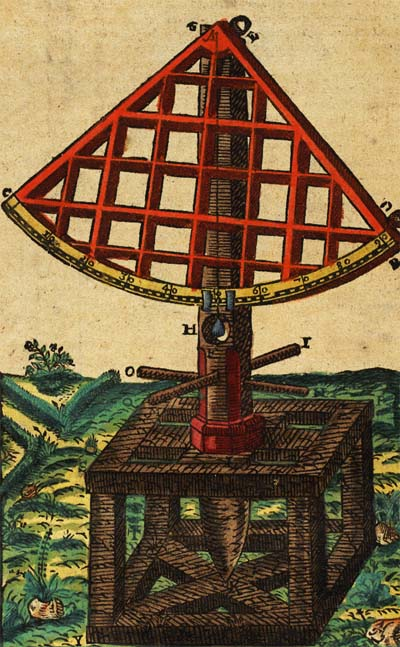
Квадрант

Астрономі́чні інструме́нти — прилади для спостереження космічних тіл. Ці спостереження провадять для визначення положень тіл на небесній сфері, їхніх розмірів, швидкості руху в просторі, хімічного складу і фізичного стану. Залежно від характеру спостережень і бажаної точності застосовують астрономічні інструменти різних конструкцій і розмірів.
За принципом утворення зображення спостережуваного світила астрономічні інструменти поділяються на рефлектори і рефрактори;
- за метою спостереження: астрометричні і астрофізичні;
- за способом спостереження: візуальні, фотографічні і фотоелектричні;
- за розмірами: переносні (експедиційні) і фундаментальні;
- за способом монтажу: інструменти на азимутальній і паралактичній установках, меридіанні інструменти та інструменти з нерухомою трубою.

Астрономічні інструменти на азимутальній установці здебільшого є астрометричними візуальними приладами (універсальний інструмент, вертикальний круг, зенітний телескоп, астролябія тощо). Типовим астрономічним інструментом цієї групи є універсальний інструмент. На основі його (тринозі) монтується вертикальна вісь з вилкою для горизонтальної осі. Посередині або на кінці горизонтальної осі розміщена труба (невеликий рефрактор). За допомогою трьох гвинтів триногу нівелюють так, щоб вертикальна вісь її була точно вертикальною, тоді горизонтальна вісь лежатиме в площині горизонту, а труба при обертанні навколо горизонтальної осі рухатиметься в площині вертикала. Правильність нівелювання контролюють точними рівнями. Універсальний інструмент має два однакові (вертикальний і горизонтальний) круги, на які нанесено поділки на градуси і частки градуса.
За допомогою вертикального круга вимірюють зенітні віддалі, а за допомогою горизонтального — азимути світил.
Універсальні інструменти виготовляють здебільшого переносними.
За зенітною віддаллю та азимутом зорі і точним часом спостереження визначають географічні координати місця спостереження.
Для точного вимірювання зенітних віддалей світил використовують вертикальний круг. Він відрізняється від універсального інструмента тим, що замість точного горизонтального круга на ньому ставлять простіший.
Вертикальні круги бувають переносними і фундаментальними (для стаціонарних спостережень в обсерваторіях). Великі вертикальні круги дають можливість робити спостереження з високою точністю і використовуються для визначення абсолютних схилень зір.
Зенітний телескоп використовують для вимірювання невеликих зенітних віддалей або різниці зенітних віддалей пар зір при спостереженні їх на приблизно однакових висотах. Вимірювання провалять за допомогою окулярного мікрометра і рівнів, скріплених з трубою. Спостереження ведуть у меридіані; ними можна з великою точністю визначати геогр. широту місця спостереження. Тому ці астрономічні інструменти використовуються в Міжнародній службі широти. Радянська промисловість випустила серію удосконалених зенітних телескопів АПМ-2, які встановлено на станціях служби широти.
Головними частинами сучасної астролябії (призмової) є тригранна призма і ртутний горизонт, які відбивають світло від зір на об'єктив. Світлові промені після проходження крізь об'єктив системою плескатих дзеркал і допоміжних призм скеровуються на окуляр. Спостереження провадять в різних азимутах на певній сталій висоті, яка залежить від кута призми. З результатів спостережень за допомогою астролябії визначають широту і час або екваторіальні координати.
До меридіанних астрономічних інструментів належать пасажні інструменти і меридіанні круги — невеликі рефрактори, які можуть обертатися лише навколо однієї горизонтальної осі в площині меридіана.
Пасажні інструменти бувають переносними і фундаментальними; переносні монтуються на масивній металевій основі з трьома гвинтами для нівелювання, фундаментальні — на спеціальних фундаментах. Пасажні інструменти призначені для спостереження моментів проходжень світил через меридіан або перший вертикал. Ці спостереження використовують для служби часу і служби широти.
Фундаментальні пасажні інструменти застосовують для визначення прямих сходжень зір. Для визначення моменту проходження світила через меридіан в окулярній частині пасажних інструментів розміщують різні пристрої. Меридіанні круги виготовляють лише фундаментальними. Це, по суті, великі пасажні інструменти з точними кругами та допоміжними приладами, які дають можливість разом з прямими піднесеннями визначати також і схилення зір. Зразком сучасного меридіанного круга є АПМ-4, виготовлений в СРСР і встановлений в обсерваторії Московського університету. Процес спостережень в АПМ-4 максимально автоматизовано. Астрономічні інструменти з нерухомими трубами мають різноманітне призначення. В 50-х рр. в Пулковській обсерваторії розроблено і випробувано модель горизонтального меридіанного круга, труба якого нерухомо лежить на фундаменті, а світло від зір спрямовується до неї допоміжним дзеркалом. Цікавим астрономічним інструментом цієї групи є полярна труба Пулковської обсерваторії, призначена для тривалого фотографування близьких до полюса зір. На фотопластинці утворюються дуги кіл — сліди добового руху зір, за якими визначають фундаментальні сталі прецесії, нутації та аберації.
Для фотографування зір поблизу зеніту використовують фотографічну зенітну трубу. Вона складається з масивної нерухомої труби, встановленої вертикально, спец, об'єктива у верхній частині і ванни з ртуттю у нижній частині труби та фотографічної касети поблизу об'єктива Об'єктив разом з касетою може обертатися навколо вертикальної осі на 180°. Світло від зорі, пройшовши крізь об'єктив, відбивається поверхнею ртуті вверх на фотопластинку. Внаслідок обертання касети на фотопластинці утворюються два зображення зорі, розміщені одне від одного на подвійній зенітній віддалі. Обробка фотопластинки дає числові значення географічної широти місця спостереження і поправку годинника. Астрономічні інструменти з нерухомими трубами використовують також для вивчення Сонця. Світло від Сонця спрямовується в трубу за допомогою целостата. Величний вигляд мають баштові телескопи  — споруди в кілька десятків метрів заввишки, зверху яких розміщені целостат і довгофокус-ний об'єктив. З нерухомою горизонтальною трубою виготовляють, зокрема, експедиційні коронографи для фотографування сонячної корони під час сонячних затемнень. Для фотографування корони в звичайних умовах сконструйовано спец. позазатемнений коронограф, у фокальній площині першої лінзи якого темний диск закриває зображення Сонця, утворюючи тим самим штучне затемнення. Другий об'єктив проектує зображення диска і корони на фотопластинку. Коронограф такої конструкції має паралактичну установку.
На паралактичних уставах різних форм монтують більшість астрофізичних астрономічних інструментів, в тому числі всі рефлектори. Паралактична устава, як і азимутальна, має дві взаємно перпендикулярні осі. Одна з них, т. з. годинна вісь, паралельна осі обертання Землі, друга — площині екватора. При такому встановленні астрономічного інструмента його труба рухається за світилом, обертаючись навколо лише однієї годинної осі. Це дає можливість фотографувати об'єкти слабої яскравості (далекі зорі або туманності). Експозиція триває кілька годин, і весь цей час трубу слід точно рухати за об'єктами так, щоб їх зображення падали на одні й ті ж місця фотопластинки. Цього досягають за допомогою годинникового механізму, а правильність руху контролюють через допоміжну трубу, т. з. гід, в полі зору якого видно ділянку небесної сфери, яку фотографують.
На паралактичній уставі монтують велику групу сонячних телескопів для спостереження і фотографування (іноді засобами кінематографії) тих швидких, раптових або безперервних змін, які відбуваються на Сонці. Складовою частиною багатьох таких астрономічних інструментів є спектрограф  — прилад для фотографування спектрів.
Застосовують спектрографи дисперсійні (з призмами) і дифракційні. В сучасасних спектрографах замість фотопластинки використовують різну електронну апаратуру (фотопомножувачі, лічильники фотонів, елек-троннооитичні перетворювачі), яка дає можливість з високою точністю вимірювати яскравість різних ділянок спектрів. Спектрограф, спеціально пристосований для спостереження Сонця, наз. спектрогеліографом. За його допомогою сонячний диск фотографують в монохроматичному світлі. Це роблять так: на вхідну щілину спектрогеліографа проектують телескопом зображення Сонця, а позаду вихідної щілини, яка виділяє з сонячного спектра вузьку смугу або потрібну спектральну лінію, розміщують фотоплівку. Обидві щілини переміщаються так, що різним ділянкам сонячного диска, які послідовно проектуються на першу щілину, відповідають різні послідовні ділянки фотоплівки. Знімок (спектрогеліограма) є зображенням різних утворень на Сонці, які випромінюють або вбирають світло в даній спектральній лінії і яких не видно на звичайних (в повному світлі) знімках Сонця. За таким же принципом побудовано і спектрогеліоскоп, за допомогою якого цю ж картину спостерігають візуально.
Для фотографування поверхні Сонця в інтегральному світлі використовують фотогеліограф. Радянська промисловість випустила партію астрономічних інструментів під маркою АФР-2; в них на одній паралактичній уставі змонтовано разом фотогеліограф і хромосферний телескоп, який використовується для фотографічних або візуальних спостережень хромосфери Сонця в монохроматичному (в лініях На) світлі за допомогою інтерференційно-поляризаційного фільтра.
В 1945—50 розроблено радіотехнічні астрономічні інструменти для вивчення радіовипромінювання космічних об'єктів: Сонця, окремих туманностей, міжзоряного газу. За допомогою радіотелескопа досліджують інтенсивність радіовипромінювання, його спектральну густину, напрям поширення і т. ін.
Радіотелескоп складається з антени гострої напрямленості, чутливого радіоприймача і вимірювального приладу на виході приймача. Роздільна здатність радіотелескопа значно менша, ніж у оптичних телескопів.
Ця властивість підвищується у радіоінтерферометра завдяки використанню ефекту інтерференції радіохвиль. Найпростіший радіоінтерферометр складається з 2 антен, розташованих на віддалі від 10 до 1000 довжин радіохвиль, і одного радіоприймача.